# Francisco Matarazzo Sobrinho
Pour les articles homonymes, voir Sobrinho.
Francisco Antonio Paulo Matarazzo Sobrinho, connu sous le nom de Ciccillo Matarazzo, né le 20 février 1898 à São Paulo, Brésil, et mort le 16 avril 1977, est un homme d'affaires et industriel italo-brésilien du XXe siècle.

## Biographie
Il est le fils d'Andrea Matarazzo, un des frères du comte Francesco Matarazzo.
Il se marie en 1943 au Mexique avec Yolanda Penteado. Il est directeur de plusieurs sociétés à São Paulo et est un grand amateur d'arts. Il fonde en 1946 le Musée d'art de São Paulo et en 1951 la Biennale de São Paulo, qu'il préside jusqu'à sa mort. Il est également l'un des fondateurs du théâtre Teatro Brasileiro de Comédi et des studios de cinéma Companhia Cinematográfica Vera Cruz.
Il est maire de Ubatuba de 1964 à 1969, élu du Parti social progressiste.
L'un des pavillons du parc d'Ibirapuera porte son nom. Dessiné par l'architecte Oscar Niemeyer, il abrite jusqu'en 1963 les locaux du musée d'art moderne. Depuis lors, il est l'un des trois sites du musée d'art contemporain de l'université de la ville et accueille la biennale de São Paulo.